# 11-та гвардійська механізована дивізія (СРСР)
11-та гвардійська Рівненська механізована дивізія (11 гв. МД) — військове з'єднання механізованих військ Червоної армії, що існувало у 1941—1957 роках.
В 1957 році дивізія переформована в 30-ту гвардійську Рівненську танкову дивізію.

## Історія
З 1 вересня по 1 жовтня 1941 року в місті Самарканді Середньоазійського військового округу на базі 1-го запасного кавалерійського полку, переважно з уральських козаків, створена 83-тя кавалерійська дивізія. 7 листопада дивізія відправлена на фронт 14 ешелонами. Бойове хрещення особовий склад дивізії отримав у районі міста Рязький.
1 серпня 1945 року переформована в 11-ту гвардійську Рівненську механізовану дивізію.
У 1956 році частини 11-ї дивізії брали участь у придушенні угорської революції (операція «Вихор»).
На початку 1957 року передислокована в місто Новоград-Волинський, у квітні того ж року переформована в 30-ту гвардійську Рівненську танкову дивізію.

## Командування
- (5 вересня 1941 —???) генерал-лейтенант Селіванов